# کاسیودوروس
فلاویوس مگنوس آئورلیوس کاسیودوروس سناتور که با نام کاسیودوروس (انگلیسی: Cassiodorus؛ زاده ۴۸۵ و درگذشته ۵۸۵) شناخته می‌شود، رجل سیاسی و نویسنده بزرگ رومی که اصالتاً از یک خانواده سوری‌تبار برخاسته بود. وی در زمان حکومت تئودریک پادشاه اوستروگوت‌ها منصب عالی داشت.
وی از یک خانواده سرشناس در جنوب ایتالیا برخاسته بود و در حکومت گوت‌های شرقی (اوستروگوت‌ها) ی ایتالیا نقش سیاسی برعهده گرفت و میان دنیای رومی - بیزانسی و جوامع بربر به وساطت برخاست. اما فتح مجدد ایتالیا توسط ژوستی‌نیان به سال ۵۳۹ میلادی به مساعی کاسیودوروس خاتمه داد و وی عاقبت در آغل صومعه‌ای کالابریا عزلت گزید و خود را برای تربیت معنوی نسل‌های آینده مهیا کرد و دست به ترجمه آثار یونانی و تحریر متون لاتینی زد. وی سنگ‌بنای اروپای
کتاب و کتابخانه را پی نهاد. کاسیودوروس اولین کسی بود که به تمجید و ترغیب مساعی فکری و ارزش‌های مفید اندیشه‌ورزی پرداخت و به راهبان صومعه‌ها، عرصه تاثیرگذار جدیدی را عرضه داشت که همانا روی نهادن به مطالعه به‌عنوان عامل کمال و قدرت بود. بخش دوم اثر اصلی وی با عنوان نهادهای ربانی و ادبیات غیر دینی (به لاتین: Institutions Divinarium et Saecularium Litteratium) یک دائره‌المعارف واقعی در زمینه علوم و معارف دنیوی برای استفاده راهبان محسوب می‌شود.